# Maresiella indica
Maresiella indica is een pissebed uit de familie Gnathostenetroidae. De wetenschappelijke naam van de soort is voor het eerst geldig gepubliceerd in 1972 door Müller.